# César-díjak 2014
A 39. César-díj átadó ünnepségre, amelyen a 2013-ban forgalomba hozott, s a francia filmes szakma képviselői által legjobbnak ítélt francia alkotásokat részesítik elismerésben, 2014. február 28-án került sor a párizsi Châtelet Színházban. Az ünnepség elnöke François Cluzet színész, ceremóniamestere pedig  színésznő volt.

## Jelölések és díjak
A díjra jelölt filmek, alkotók és szereplők listáját, melyet az Filmművészeti és Filmtechnikai Akadémia 4381 tagja 592 filmből és 3449 személyből állított össze, 2014. január 31-én hozták ünnepélyes keretek között nyilvánosságra.
A filmek szűkített, végleges listáján a legtöbb jelölést, tízet, egy elsőfilmes színész, rendező, forgatókönyvíró, Guillaume Gallienne saját, azonos című színpadi vígjátékának adaptációja, az Én, én és az anyám kapta, melyekből ötöt meg is szerzett: legjobb elsőfilm, legjobb adaptáció, legjobb színész és legjobb vágás. A gála legnagyobb vesztese a 2013-as év sikerfilmje, az Arany Pálmás, Louis Delluc-díjas Adèle élete lett; 8 jelölésből csupán egy díjat érdemelt ki, amit Adèle Exarchopoulos vehetett át, mint a legígéretesebb fiatal színésznő. Hasonlóan rosszul szerepelt Alain Guiraudie erotikus thrillerje, az Idegen a tónál (8 jelölésből 1 díj). Roman Polański új opusza, a Vénusz bundában sem szerepelt jól; 7 jelölésből csupán a legjobb rendezőnek járó Césart kapta meg.
Az akadémia közgyűlése úgy döntött, hogy az eddigi legjobb animációs film kategóriát megosztja. A továbbiakban e kategóriában az egész estét betöltő alkotásokat díjazzák, az animációs kisfilmeket pedig ismét az 1990-ben felfüggesztett legjobb animációs rövidfilm kategóriában.
Az Akadémia vezetése úgy döntött, hogy ez évben a tiszteletbeli Césart Scarlett Johansson amerikai színésznő érdemelte ki, akinek a trófeát honfitársa, Quentin Tarantino nyújtotta át.
A legjobb külföldi film kategória előzetes jelöltjei között két magyar vonatkozású alkotás is szerepelt (a végső válogatásba azonban már nem kerültek be): Fliegauf Bence Csak a szél című filmdrámája, valamint a szerb Srđan Dragojević – többek között magyar koprodukcióban készített – Pride című vígjátéka.
| Díjak                            | Díjazottak és jelöltek |
| -------------------------------- | --- |
| Legjobb film                     | - Én, én és az anyám (Les garçons et Guillaume, à table !), rendezte: Guillaume Gallienne - 9 hónap letöltendő (9 mois ferme), rendezte: Albert Dupontel - Adèle élete – 1–2. fejezet (La vie d'Adèle), rendezte: Abdellatif Kechiche - A múlt (Le passé), rendezte: Aszhar Farhadi - Idegen a tónál (L'inconnu du lac), rendezte: Alain Guiraudie - Beszélgetések egy indiánnal (Jimmy P.) rendezte: Arnaud Desplechin - Vénusz bundában (La Vénus à la fourrure), rendezte: Roman Polański       |
| Legjobb rendező                  | - Roman Polański – Vénusz bundában (La Vénus à la fourrure) - Albert Dupontel – 9 hónap letöltendő (9 mois ferme) - Guillaume Gallienne – Én, én és az anyám (Les garçons et Guillaume, à table !) - Alain Guiraudie – Idegen a tónál (L'inconnu du lac) - Arnaud Desplechin – Beszélgetések egy indiánnal (Jimmy P.) - Aszhar Farhadi – A múlt (Le passé) - Abdellatif Kechiche – Adèle élete – 1–2. fejezet (La vie d'Adèle)                                                                     |
| Legjobb színésznő                | - Sandrine Kiberlain – 9 hónap letöltendő (9 mois ferme) - Fanny Ardant – Les beaux jours - Bérénice Bejo – A múlt (Le passé) - Catherine Deneuve – Bettie-mobil (Elle s'en va) - Sara Forestier – Suzanne - Emmanuelle Seigner – Vénusz bundában (La Vénus à la fourrure) - Léa Seydoux – Adèle élete – 1–2. fejezet (La vie d'Adèle) |
| Legjobb színész                  | - Guillaume Gallienne – Én, én és az anyám (Les garçons et Guillaume, à table !) - Mathieu Amalric – Vénusz bundában (La Vénus à la fourrure) - Michel Bouquet – Renoir - Albert Dupontel – 9 hónap letöltendő (9 mois ferme) - Grégory Gadebois – Mon âme par toi guérie - Fabrice Luchini – Molière két keréken (Alceste à bicyclette) - Mads Mikkelsen – A lázadás kora: Michael Kohlhaas legendája (Michael Kohlhaas)                                                                          |
| Legjobb mellékszereplő színésznő | - Adèle Haenel – Suzanne - Marisa Borini – Un château en Italie - Françoise Fabian – Én, én és az anyám (Les garçons et Guillaume, à table !) - Julie Gayet – A francia miniszter (Quai d'Orsay) - Géraldine Pailhas – Fiatal és gyönyörű (Jeune et jolie) |
| Legjobb mellékszereplő színész   | - Niels Arestrup – A francia miniszter (Quai d'Orsay) - Patrick Chesnais – Les beaux jours - Patrick D'Assumçao – Idegen a tónál (L'inconnu du lac) - François Damiens – Suzanne - Olivier Gourmet – Az erőmű (Grand Central) |
| Legígéretesebb fiatal színésznő  | - Adèle Exarchopoulos – Adèle élete – 1–2. fejezet (La vie d'Adèle) - Lou de Laâge – Jappeloup - Pauline Étienne – Az apáca (La religieuse) - Golshifteh Farahani – Syngué sabour. Pierre de patience - Marine Vacth – Fiatal és gyönyörű (Jeune et jolie) |
| Legígéretesebb fiatal színész    | - Pierre Deladonchamps – Idegen a tónál (L'inconnu du lac) - Paul Bartel – Les Petits Princes - Paul Hamy – Suzanne - Vincent Macaigne – A júliusi randevú (La fille du 14 juillet) - Nemo Schiffman – Bettie-mobil (Elle s'en va) |
| Legjobb operatőr                 | - Thomas Hardmeier – T. S. Spivet különös utazása (L'extravagant voyage du jeune et prodigieux T. S. Spivet) - Sofian El Fani – Adèle élete – 1–2. fejezet (La vie d'Adèle) - Jeanne Lapoirie – A lázadás kora: Michael Kohlhaas legendája (Michael Kohlhaas) - Claire Mathon – Idegen a tónál (L'inconnu du lac) - Mark Lee Ping-Bin – Renoir |
| Legjobb vágás                    | - Valérie Deseine – Én, én és az anyám (Les garçons et Guillaume, à table !) - Jean-Christophe Hym – Idegen a tónál (L'inconnu du lac) - Christophe Pinel – 9 hónap letöltendő (9 mois ferme) - Camille Toubkis, Albertine Lastera, Jean-Marie Lengelle, Ghalya Lacroix – Adèle élete – 1–2. fejezet (La vie d'Adèle) - Juliette Welfling – A múlt (Le passé) |
| Legjobb eredeti forgatókönyv     | - Albert Dupontel – 9 hónap letöltendő (9 mois ferme) - Aszhar Farhadi – A múlt (Le passé) - Alain Guiraudie – Idegen a tónál (L'inconnu du lac) - Philippe Le Guay – Molière két keréken (Alceste à bicyclette) - Katell Quillévéré, Mariette Désert – Suzanne |
| Legjobb adaptáció                | - Guillaume Gallienne – Én, én és az anyám (Les garçons et Guillaume, à table !) - Arnaud Desplechin – Beszélgetések egy indiánnal (Jimmy P.) - Abdellatif Kechiche és Ghalya Lacroix – Adèle élete – 1–2. fejezet (La vie d'Adèle) - Roman Polański és David Ives – Vénusz bundában (La Vénus à la fourrure) - Bertrand Tavernier, Christophe Blain és Antonin Baudry – A francia miniszter (Quai d'Orsay)                                                                                        |
| Legjobb filmzene                 | - Martin Wheeler – A lázadás kora: Michael Kohlhaas legendája (Michael Kohlhaas) - Jorge Arriagada – Molière két keréken (Alceste à bicyclette) - Étienne Charry – Tajtékos napok (L'écume des jours) - Alexandre Desplat – Vénusz bundában (La Vénus à la fourrure) - Loïk Dury, Christophe Minck – Már megint lakótársat keresünk (Casse-tête chinois) |
| Legjobb hang                     | - Jean-Pierre Duret, Mélissa Petitjean – A lázadás kora: Michael Kohlhaas legendája (Michael Kohlhaas) - Lucien Balibar, Nadine Muse, Cyril Holtz – Vénusz bundában (La Vénus à la fourrure) - Marc-Antoine Beldent, Loïc Prian, Olivier Dô Huu – Én, én és az anyám (Les garçons et Guillaume, à table !) - Jérôme Chenevoy, Fabien Pochet, Roland Voglaire, Jean-Paul Hurier – Adèle élete – 1–2. fejezet (La vie d'Adèle) - Philippe Grivel, Nathalie Vidal – Idegen a tónál (L'inconnu du lac) |
| Legjobb díszlet                  | - Stéphane Rozenbaum – Tajtékos napok (L'écume des jours) - Yan Arlaud – A lázadás kora: Michael Kohlhaas legendája (Michael Kohlhaas) - Benoît Barouh – Renoir - Aline Bonetto – T. S. Spivet különös utazása (L'extravagant voyage du jeune et prodigieux T. S. Spivet) - Sylvie Olivé – Én, én és az anyám (Les garçons et Guillaume, à table !) |
| Legjobb jelmez                   | - Pascaline Chavanne – Renoir - Olivier Bériot – Én, én és az anyám (Les garçons et Guillaume, à table !) - Anina Diener – A lázadás kora: Michael Kohlhaas legendája (Michael Kohlhaas) - Florence Fontaine – Tajtékos napok (L'écume des jours) - Madeline Fontaine – T. S. Spivet különös utazása (L'extravagant voyage du jeune et prodigieux T. S. Spivet) |
| Legjobb elsőfilm                 | - Én, én és az anyám (Les garçons et Guillaume, à table !), rendezte: Guillaume Gallienne - A júliusi randevú (La fille du 14 juillet), rendezte: Antonin Peretjatko - Fordulópont (En solitaire), rendezte: Christophe Offenstein - La bataille de Solférino, rendezte: Justine Triet - Szerelem, örökség, portugál (La cage dorée), rendezte: Ruben Alves |
| Legjobb animációs film           | - Kisfarkas és az elképesztő titok (Loulou, l'incroyable secret)), rendezte: Éric Omond és Grégoire Solotareff - Aya de Yopougon, rendezte: Marguerite Abouet és Clément Oubrerie - Az anyukám Amerikában van és találkozott Buffalo Billel (Ma maman est en Amérique, elle a rencontré Buffalo Bill), rendezte: Marc Boréal és Thibaut Chatel |
| legjobb animációs rövidfilm      | - Mademoiselle Kiki et les Montparnos, rendezte: Amélie Harrault - Lettres de femmes, rendezte: Augusto Zavonello |
| Legjobb dokumentumfilm           | - Utam az iskolába (Sur le chemin de l'école)), rendezte: Pascal Plisson - Comment j'ai détesté les maths, rendezte: Olivier Peyon - La Maison de la radio, rendezte: Nicolas Philibert - Le dernier des injustes, rendezte: Claude Lanzmann - Volt egyszer egy erdő (Il était une forêt), rendezte: Luc Jacquet |
| Legjobb rövidfilm                | - Mielőtt végleg elveszne minden (Avant que de tout perdre), rendezte: Xavier Legrand - Bambi, rendezte: Sébastien Lifshitz - La fugue, rendezte: Jean-Bernard Marlin - Les lézards, rendezte: Vincent Mariette - Marseille la nuit, rendezte: Marie Monge |
| Legjobb külföldi film            | - Alabama és Monroe (The Broken Circle Breakdown), rendezte: Felix Van Groeningen BEL, NED - A nagy szépség (La grande bellezza), rendezte: Paolo Sorrentino ITA - Blue Jasmine, rendezte: Woody Allen USA - Dead Man Talking, rendezte: Patrick Ridremont BEL, LUX, FRA - Django elszabadul (Django Unchained), rendezte: Quentin Tarantino USA - Gravitáció (Gravity), rendezte: Alfonso Cuarón USA, UK, MEX - Hófehérke (Blancanieves), rendezte: Pablo Berger ESP, FRA, BEL                    |
| Tiszteletbeli César              | - Scarlett Johansson |

## Többszörös jelölések és elismerések
A statisztikában a különdíjak nem lettek figyelembe véve.
| Jelölés | Díj | Magyar cím                                 | Eredeti cím                                              |
| ------- | --- | ------------------------------------------ | -------------------------------------------------------- |
| 10      | 5   | Én, én és az anyám                         | Les garçons et Guillaume, à table !                      |
| 8       | 1   | Adèle élete – 1–2. fejezet                 | La vie d'Adèle                                           |
| 8       | 1   | Idegen a tónál                             | L'inconnu du lac                                         |
| 7       | 1   | Vénusz bundában                            | La Vénus à la fourrure                                   |
| 6       | 2   | 9 hónap letöltendő                         | 9 mois ferme                                             |
| 6       | 2   | A lázadás kora: Michael Kohlhaas legendája | Michael Kohlhaas                                         |
| 5       | 1   | –––                                        | Suzanne                                                  |
| 5       | 0   | A múlt                                     | Le passé                                                 |
| 4       | 1   | Renoir                                     | Renoir                                                   |
| 3       | 1   | A francia miniszter                        | Quai d'Orsay                                             |
| 3       | 1   | Tajtékos napok                             | L'écume des jours                                        |
| 3       | 1   | T. S. Spivet különös utazása               | L'extravagant voyage du jeune et prodigieux T. S. Spivet |
| 3       | 0   | Beszélgetések egy indiánnal                | Jimmy P.                                                 |
| 3       | 0   | Molière két keréken                        | Alceste à bicyclette                                     |
| 2       | 0   | A júliusi randevú                          | La fille du 14 juillet                                   |
| 2       | 0   | Bettie-mobil                               | Elle s'en va                                             |
| 2       | 0   | Fiatal és gyönyörű                         | Jeune et jolie                                           |
| 2       | 0   | –––                                        | Les beaux jours                                          |